# Ivor Richard
Ivor Seward Richard (Carmarthenshire, Reino Unido; 30 de mayo de 1932-18 de marzo de 2018) fue un político, diplomático y abogado británico. Miembro del Consejo Privado del Reino Unido y que fue miembro de la Comisión Europea presidida por Gaston Thorn (conocida como Comisión Thorn) entre 1981 y 1985.

## Biografía
Nació en la ciudad de Llanelli, población situada en el condado de Carmarthenshire, al sudoeste de Gales. Estudió derecho en la Universidad de Oxford, en la que se graduó en 1955. Entró a formar parte del collegio de barristers es mismo año, trasladándose a Londres para ejercer.

## Actividad política
Miembro del Partido Laborista del Reino Unido, fue elegido diputado de la Cámara de los Comunes en 1964. Siguió siendo diputado hasta 1974, año en el que fue designado embajador permanente en la Organización de Naciones Unidas (ONU). Ocupó dicho cargo durante cinco años.
En 1981 fue nombrado Comisario Europeo de Trabajo y Asuntos Sociales en la Comisión Thorn, siendo más tarde también respondable de la cartera de Educación y Formación. Ocuparía dicho cargo hasta finales de 1985.
En 1990 fue nombrado por su partido miembro de la Cámara de los Lores, de la cual sería presidente entre 1997 y 1998.